# Abraxas diastema
Abraxas diastema är en fjärilsart som beskrevs av Louis Beethoven Prout 1926. Abraxas diastema ingår i släktet Abraxas och familjen mätare. Inga underarter finns listade i Catalogue of Life.